# Мати Божа Успішних подій
Мати Божа успішних подій — переклад іспанського католицького титулу «Nuestra Señora del Buen Suceso» (англ. Our Lady of good events).
Його часто неправильно перекладають як Мати Божа Доброго успіху через схожість між іспанським словом «suceso», що означає подія і англійським словом «success», що означає успіх.

## Церква XVI ст. в Мадриді

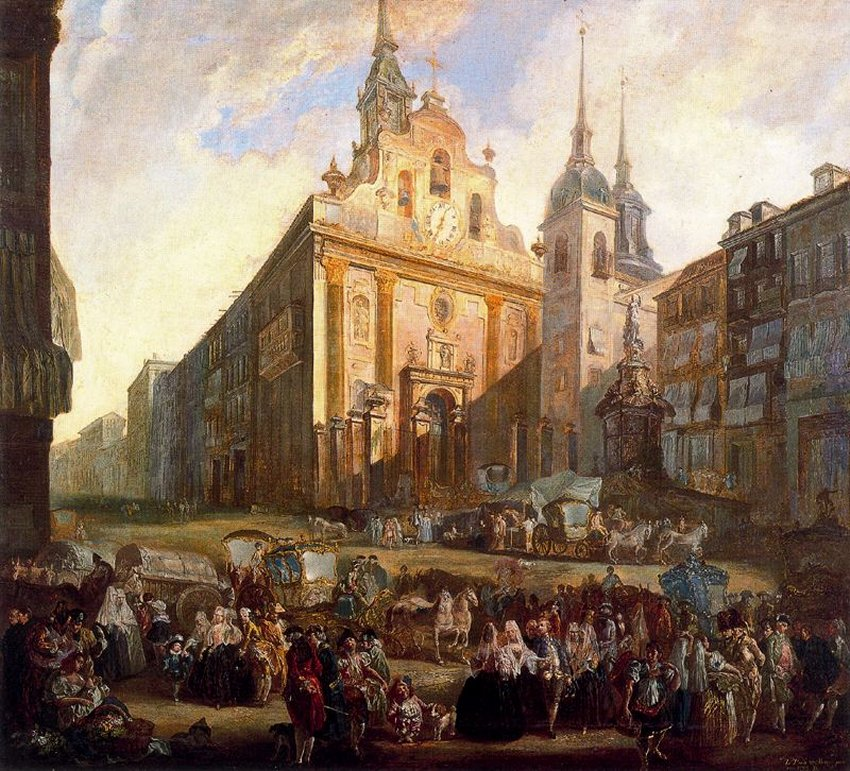
Церква Nuestra Señora del Buen Suceso, яка колись існувала в Мадриді, Іспанія

Обрегоріяни (англ. Obregonian Brothers) були невеликою римо-католицькою чоловічою конгрегацією, заснованою в Мадриді Бернардіно де Обрегоном (Bernardino de Obregón) і присвяченою догляду за хворими. Їх материнський будинок примикав до церкви Буен-Сусесо (Church of Buen Suceso), яка була побудована близько 1529 року як лікарня Hospital Real de la Corte. З 1590 року споруда була перебудована під нову церкву та лікарню. Близько 1607 року папа Павло V подарував Обрегоріянам статую Богородиці під назвою «Virgen del Buen Suceso». Були виготовлені копії зображення статуї, а шанування Марії під цим заголовком поширилося по всій Іспанії та на її територіях.

## Об'явлення в Еквадорі
У 1577 році п'ять монахинь були відправлені до Кіто, тодішньої іспанської колонії в Південній Америці, щоб заснувати там монастир. Серед них була сестра Марія Маріанна де Хесус Торрес.
Сестра Концепціоністка на ім'я Марія Маріанна де Хесус Торрес (Marianna Franciszka de Jesús Torres), отримала об'явлення Діви МаріЇ. Згідно з повідомленнями сестри Марії Маріанни у 1588–1634 роках Матір Божа з’явилася до неї сім разів, розповідаючи їй про майбутні події.
В об'явленнях Діва Марія передбачала «духовну катастрофу» в католицькій церкві та в суспільстві, що почнеться «незабаром після середини ХХ століття (тобто після 1950-хх років)». Зокрема передбачалося:
- Широке розповсюдження моральної корупції
- Профанація таїнства шлюбу
- Розпущені священники, які скандалізують віруючих і заподіють страждання добрим священникам
- Нестримна похоть, яка охопить багато душ
- Втрата невинності  дітьми та втрата скромності жінками
- Криза священничих і релігійних покликань

Повідомлення пророкують, що поточний період катастрофи буде супроводжуватися періодом відновлення.
8 грудня 1634 р. об'явлення передбачило, що папська непомильність в ділах віри «буде оголошена догматом віри тим самим папою, який вибраний для проголошення догмату таємниці мого Непорочного зачаття». В 1854 р. Папа Пій IX оголосив догмат про Непорочне Зачаття, а в 1870 р. Він оголосив догмат Непомильності папи, визначений Першим Ватиканським собором.
Мати (титул настоятельки монастиря) Мар'яна померла 16 січня 1635 року, незабаром після останнього об'явлення. Коли її гробниця була знову відкрита в 1906 р., Її тіло було виявлено нетлінним. Архиєпархія Кіто відкрила свою справу для канонізації в 1986 році і закінчила єпархіальний етап процесу в 1997 році.

## Останнє об'явлення
Востаннє Матір Божа з'явилася сестрі Маріанні 8 грудня 1634 р., Оголосивши про близьку смерть. Вона знову заговорила з акцентом на важливості сповіді та Святого Причастя, а також на великій відповідальності священників. Вона спрогнозувала різні події, які відбудуться у ХІХ–ХХ століттях. Вона також розповіла про роль монастирів, в яких зберігаються чистота та поховання:
«Вони очистять атмосферу, пошкоджену тими, хто потурає найжахливішим гріхам і пристрастям»

## Статуя в Філіппінах
Статуя Діви Марії під назвою «Мати Божа успішних подій» закріплена в Андріївському соборі в Параньяку, Філіппіни. Марія також є покровителькою міста під цією назвою.